# Maurilândia do Tocantins
Maurilândia do Tocantins es un municipio brasileño del estado del Tocantins. Se localiza a una latitud 5°57′11″ S y a una longitud 47°30′23″ O, estando a una altitud de 0 metros. Su población estimada en 2004 era de 3 257 habitantes.
Posee un área de 792,475 km².